# Gabriel Cullaigh
Gabriel Cullaigh (Holmfirth, 8 de abril de 1996) es un ciclista británico que fue profesional entre 2017 y julio de 2022.

## Palmarés
2018
- 2 etapas de la Vuelta al Alentejo[1]
- Rutland-Melton International CiCLE Classic

2019
- 1 etapa de la Vuelta al Alentejo

## Equipos
- SEG Racing Academy (2017)
- Team Wiggins (2018-2019)
  - Team Wiggins (2018)
  - Team Wiggins Le Col (2019)
- Movistar Team[2] (2020-2021)
- Saint Piran (2022)[3]